# Fälensee
Il Fälensee è un lago che si trova in Svizzera (Canton Appenzello Interno) nel gruppo dell'Alpstein (nelle Prealpi di Appenzello e di San Gallo).